# Котова, Надежда Наумовна
Надежда Наумовна Котова (1926 — 1980) — советский передовик производства в сельском хозяйстве. Герой Социалистического Труда (1966).

## Биография
Родилась в 1926 году в деревне Маковье Ярцевского района Смоленской области в крестьянской семье.
В начале 1930-х годов вместе с родителями переехала в Красногорский район Алтайского края. Окончила семилетнюю школу. С 1942 года Н. Н. Котова начала трудовую деятельность, последовательно занимая должности — разнорабочей, трактористки и  механизатора колхоза «Звезда Алтая».
С 1951 года — доярка колхоза «Заря Алтая», с 1961 года — совхоза «Пильненский» Красногорского района. Н. Н. Котова первой в районе надоила миллион килограммов молока. С 1961 по 1965 годы  продуктивность коров, закрепленных за нею, поднялась с 2670 до 3362 килограммов молока.
22 марта 1966 года Указом Президиума Верховного Совета СССР «за достигнутые успехи в развитии животноводства, увеличении производства и заготовок молока» Надежда Наумовна Котова была удостоена звания Героя Социалистического Труда с вручением Ордена Ленина и золотой медали «Серп и Молот».
Н. Н. Котова помимо основной деятельности избиралась депутатом Алтайского краевого и Красногорского районного Советов народных депутатов и членом райкома партии.
Умерла в 1980 году.

## Награды
- Медаль «Серп и Молот» (22.03.1966)
- Орден Ленина (22.03.1966)
- Медаль «За доблестный труд в Великой Отечественной войне 1941—1945 гг.»